# Saqueo de Aquilea

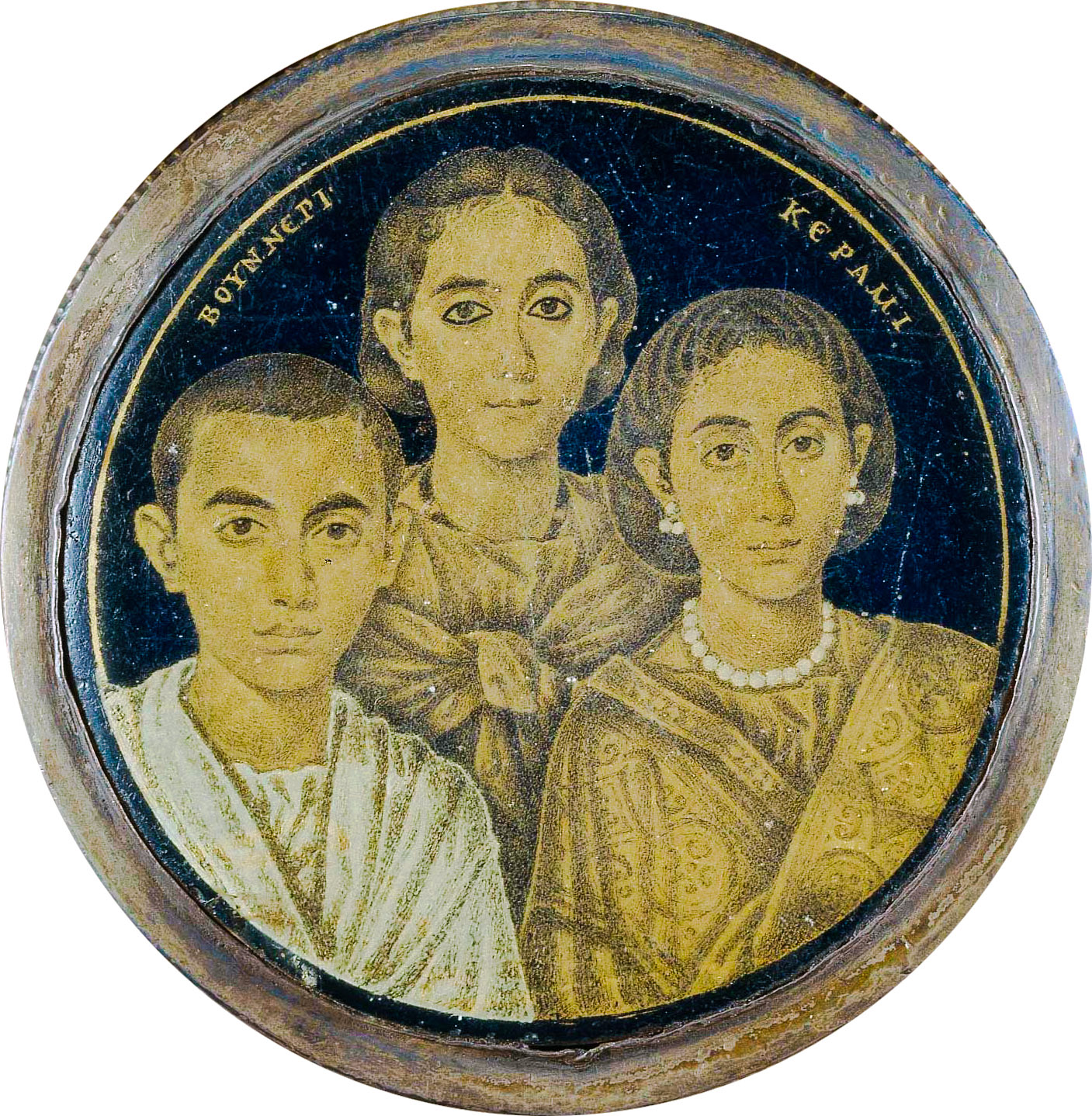
Valentiniano III, con su madre Gala Placidia y su hermana Giusta Grata Onoria (Brescia, Museo di Santa Giulia). Honoria tuvo un romance con un cortesano y quedó embarazada, lo que enfureció a su hermano y la castigó severamente, hasta el punto de que vino a pedirle ayuda al rey de los hunos, Atila, quien tomó el pretexto para invadir el Imperio.

El saqueo de Aquilea de 452 fue un episodio de las guerras libradas por Atila, rey de los hunos, contra el Imperio romano de Occidente.

## Antecedentes históricos
Atila, rey de los hunos, después de haber invadido dos veces la parte oriental del Imperio Romano, gobernado por Teodosio II, obligándola a pagarle un pesado tributo anual de 2100 libras de oro (unos 700 kg), entre 449 y 450, puso sus ojos en el  Imperio. El pretexto con el que invadió el Imperio fue la petición de ayuda de Justa Grata Honoria, hermana del emperador occidental Valentiniano III. Fue sorprendida con las manos en la masa cuando iba a un encuentro secreto con un tal Eugenio, que tenía el cuidado de sus bienes, y con quien tenía una relación amorosa clandestina; los descubrieron y ambos fueron castigados: Eugenio fue ejecutado, Honoria fue privada de sus títulos imperiales y se comprometió con  Herculano, un hombre de rango consular y de absoluta integridad. Honoria, desesperada por escapar de este matrimonio arreglado, envió a un cierto eunuco llamado Jacinto a Atila, pidiéndole que interviniera para salvarla de este matrimonio. Cuando las noticias de estos acontecimientos llegaron a Teodosio II, aconsejó a su compañero emperador de la parte occidental, Valentiniano III, que enviara a Atila a Honra, pero Valentiniano III actuó de manera diferente: hizo que arrestaran a Jacinto y, después de terribles torturas, lo decapitó; además, concedió a su hermana Honra como regalo a madre, Gala Placidia, a sus incesantes peticiones, para que ella se encargara de su castigo.
Mientras tanto, sin embargo, Atila, una vez que se enteró de la ascensión de Marciano al trono de Oriente y recibió el mensaje de Honoria, envió inmediatamente embajadores a Valentiniano III para informarle de que la joven no se degradaba en absoluto al prometerle la mano del matrimonio. También envió mensajeros al emperador Marciano solicitando el pago del tributo anual a los hunos. Sin embargo, ambos embajadores regresaron sin obtener nada: Valentín III respondió que Honoria, que ya se había convertido en una novia, ya no podía casarse con él, y entre otras cosas el Imperio no estaba destinado a ella, estando destinado por ley sólo a los descendientes varones; Marciano también mostró su oposición a la ratificación del tributo que Teodosio II había acordado pagar a los hunos, e informó de que no tenía miedo de enfrentarse a la invasión de los hunos, estando dispuesto a luchar contra ella con las armas en lugar de pagar tributos humillantes. Atila estaba indeciso entre atacar primero al Imperio de Oriente o al de Occidente: al final decidió volverse hacia Occidente, no solo para luchar contra los romanos, sino también contra los visigodos y los  francos.
Invadido la Galia en 451, Atila fue sin embargo derrotado por el general romano  Aecio y su ejército multiétnico compuesto por foederati Visigodos, Borgoñones y otros grupos étnicos bárbaros, en la Batalla de los Campos Cataláunicos, y fue obligado a volver a sus territorios. Aun decidido a invadir el Imperio de Occidente, con el pretexto de casarse con Honoria y obtener como dote la mitad del Imperio de Occidente, en el 452 invadió Italia, cruzando los Alpes Julianos.

## El saqueo y la controvertida cita datación
Después de cruzar los Alpes Julianos, la primera ciudad sitiada fue  Aquilea romana, la metrópoli de Venecia e Histria.  En el lado este, las murallas estaban bañadas por el río Natissa. El historiador Giordane dice que el asedio duró mucho tiempo pero Paolo Diacono dice que incluso tres años, pero un asedio de tres años parece improbable, incluso considerando que la invasión de Italia tuvo lugar en un año, debido a la fuerte resistencia de la guarnición romana, y que el ejército húngaro estaba ahora desmoralizado y a punto de renunciar al asedio. El propio Jordán narra que Atila comenzó a caminar alrededor de la muralla, para reflexionar sobre si continuar el asedio o renunciar a él, cuando notó que las cigüeñas estaban sacando a sus crías de la ciudad Procopio de una torre, en contra de su costumbre.
Interpretándolo como un presagio favorable, Atila dijo a sus soldados que, en su opinión, los pájaros tendrían la capacidad de predecir el futuro y que, por lo tanto, dejarían la ciudad porque predecirían que la ciudad pronto caería en manos de unna. De esta manera animó a sus soldados a atacar Aquileia con nuevo vigor: atacando la ciudad con todas las máquinas de guerra a su disposición pudieron en poco tiempo asaltar la ciudad, devastarla, compartir el botín. Procopio cuenta que la misma parte de los muros donde la cigüeña había anidado antes de salir se derrumbó, permitiendo a los hunos entrar en la ciudad. Pablo Diácono cuenta que la ciudad de Aquileia sufrió un triste destino: fue devastada e incendiada, mientras que sus habitantes fueron asesinados o tomados prisioneros.
Según algunas cartas de Valentiniano de León Magno y Novellae Constitutiones 36, hasta mediados de junio no hay actividades bélicas en la zona de Venecia, que en cambio parecen comenzar a partir del 29 de junio, fecha de la mencionada novela en la que Valentiniano habla a un Aecio con intención de "bellicas curas", es decir, en los preparativos de guerra en curso. Por lo tanto, es posible que en el espacio de un mes, es decir, desde el 29 de junio hasta el 18 de julio, la fecha del supuesto saqueo del pergamino de Merseburg. (documento en el que aparece una fecha precisa del saqueo), la ciudad fue atacada, tomada y saqueada por las fuerzas de Atila. Si queremos creer en la tradición de las cigüeñas, reportada por Giordane, debemos asumir una extensión del asedio hasta septiembre, la temporada en que las cigüeñas migran a la zona.
El mismo Pablo Diácono cuenta la triste historia, quizás tomada de una tradición popular, de una mujer de Aquileia, una cierta Digna, que vivía en una habitación de una torre de pared, cuya ventana daba al río Natissa. Se dice que la tal Digna, cuando los hunos irrumpieron en la ciudad, temiendo ser violada, se arrojó al río Natissa desde la ventana de su casa, para no perder su virginidad y por consiguiente su honor.
En un documento de gran interés conservado en la biblioteca capitular de Merseburg, se deduce que el asalto de los hunos y el subsiguiente saqueo tuvieron lugar 15 días antes de las calendas de agosto" (15 de agosto), en el año de los cónsules Flavio Basso Ercolano y Flavio Sporacio", es decir, el 18 de julio de 452, un viernes. Se lee de hecho:

Su cónsul Fl. Bassus Heraclianus et Sporacius] Aquileia fracta est XV kal. Aug
Consularia Ravennatia, fr. 

El 18 de julio, una mala fecha en la historia romana, coincide, no sabemos si solo por casualidad o por tradición historiográfica, con otros dos malos acontecimientos ocurridos en el mismo día, la batalla del río Allia y el fuego de Roma de 64. Esta datación, aunque corroborada por una referencia a los ambientes de la corte de Ravena, por lo tanto de prueba segura, podría estar viciada por un prejuicio antietío, que es contrario a la política de Ezio y a su estrategia de defensa de las fronteras. De hecho, la referencia en la crónica de Ravena, producida por la corte de Valentín, podría haber tenido una intención intrínseca de denigrar la obra de Ezio, no sólo en relación con la exageración de las consecuencias del asedio (se habla de una fracta de Aquilea, o devastado), pero también con respecto al desfavorable sincronismo con el que el evento del asedio se sitúa en paralelo con el de otros dies religious, o más bien ominoso y manchado por la vergüenza de la historia romana.

## Consecuencias

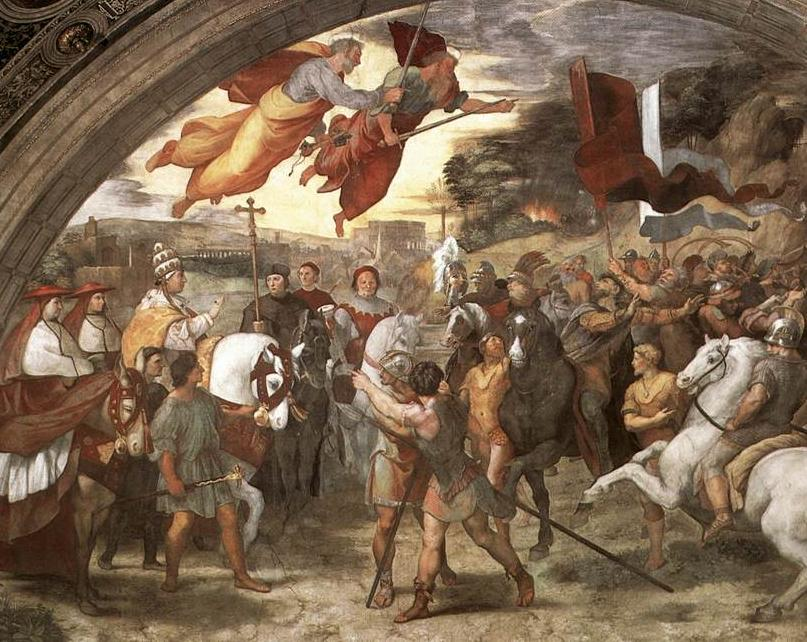
Encuentro entre Atila y el papa León Magno, fresco de Rafael. Según la leyenda, Atila vio obligado a retirarse debido a la intervención del Papa León I. Lo más probable es que las razones fueran diferentes, logísticas.

Después de haber conquistado y destruido Aquileia, los hunos procedieron a devastar todas las ciudades restantes de Venecia: en particular las ciudades de Concordia, Altino y Padua, cercanas a Aquileia, fueron destruidas, pero también las ciudades de Vicenza, Verona, Brescia y Bérgamo fueron atacadas y devastadas por los hunos sin que nadie se opusiera a su avance devastador. Una vez devastada Venecia, los hunos invadieron la provincia de Liguria devastando Mediolanum (Milán) y Ticinum (Pavía) y las ciudades vecinas. Después de haber devastado también las ciudades de Emilia, Atila se detuvo cerca del río Mincio, parece dudar en avanzar. Parece que Atila estaba decidido a conquistar Roma. Pero los historiadores eclesiásticos informan que fue detenido por una embajada dirigida por el Papa León I y que se encontró con Atila cerca del río Mincio. Los historiadores eclesiásticos informan que Atila habría sido inducido por el temor del Papa León I a renunciar a la toma de Roma y abandonar Italia; llenan su narración con la supuesta aparición celestial de un anciano con vestimenta sacerdotal, probablemente San Pedro, que amenazó a Atila induciéndole a retirarse.Pero según Giordane, que utiliza como fuente al historiador Prisco di Panion, Atila renunció a la toma de Roma porque temía que le ocurriera lo mismo que a Alarico, que pereció pocos meses después de haber saqueado Roma; en resumen, temía que el saqueo de la ciudad trajera el mal a los que se atrevieran a profanarla.
Probablemente, en cambio, Atila se retiró no tanto por ser supersticioso, y temeroso de que profanar una ciudad tan gloriosa le hubiera hecho daño, sino porque el ejército húngaro, como informa el cronista Idazio, fue diezmado por una plaga y una hambruna.  Además, el mismo Idacio informa que los hunos fueron atacados por las tropas enviadas por el emperador del Marciano Oriental, que intervino en apoyo del Imperio Occidental. Fue también y sobre todo por estas consideraciones logísticas que los hunos de Atila detuvieron su avance hacia Roma y regresaron a sus territorios. Atila pereció al año siguiente, en el 453.